# Дивокрай Аліси
«Дивокрай Аліси» (англ. Alice's Wonderland) — американський анімаційний короткометражний  фільм із серії «Комедії Аліси», що вийшов у 1923 році.

## Головні персонажі
- Аліса
- Юлій

## Інформаційні дані
- Аніматори[2]:
- Оператор[2]:
- Живі актори[2]:
- Тип анімації: об'єднання реальної дії та стандартної анімації
- Виробничий код: AC-00[3]